# Trochosa punctipes
Trochosa punctipes este o specie de păianjeni din genul Trochosa, familia Lycosidae. A fost descrisă pentru prima dată de Gravely în anul 1924. Conform Catalogue of Life specia Trochosa punctipes nu are subspecii cunoscute.